# Померли в січні 2013
|  | Службовий список статей, створений для координації робіт з розвитку теми. Це попередження не встановлюється на інформаційні списки і глосарії. |

Це список значимих людей, що померли 2013 року, упорядкований за датою смерті. Під кожною датою перелік в алфавітному порядку за прізвищем або псевдонімом.
Смерті значимих тварин та інших біологічних форм життя також зазначаються тут.
Типовий запис містить інформацію в такій послідовності:
- Ім'я, вік, країна громадянства і рід занять (причина значимості), встановлена причина смерті і посилання.

## Січень
- 30 січня — Патриція Ендрюс, 94, американська співачка, остання із живих у тріо «Сестри Ендрюс»
- 29 січня — Бондаренко Олександр Вікторович, 52, український актор
- 28 січня — Ніколаос Дертіліс, 93, грецький військовий, член військової хунти
- 27 січня — Ейсер Нетеркотт, 35, британський веслувальник, олімпійський медаліст
- 27 січня — Бодюл Іван Іванович, 95, молдовський радянський державний діяч, у 1961—1980 — перший секретар ЦК КП Молдовської РСР
- 27 січня — Осташевська Галина Трохимівна, 86, — українська актриса, заслужена артистка України
- 26 січня — Васильєв Олег Володимирович, 81, російський художник
- 24 січня — Козловський Альфред Іванович, 83, український промисловець, Герой України
- 23 січня — Юзеф Глемп, 83, польський духівник, архієпископ гнєзнинський, примас Польщі в 1981—2009
- 23 січня — Дудик Петро Семенович, 86, український мовознавець
- 22 січня — Люцина Вінницька, 84, польська актриса, журналістка і публіцистка
- 22 січня — Литвинова Ганна, 29, російська модель, рак
- 21 січня — Майкл Віннер 77, британський кінорежисер
- 21 січня — Ріккардо Гарроне, 76, італійський підприємець, був власником клубу «Сампдорія» Генуя
- 21 січня — Ієрусалимський Володимир Веніамінович, 79, тренер збірної СРСР з біатлону
- 21 січня — Кальба Мирослав, 96, четар легіону «Нахтігаль», вояк УПА, активний діяч українських ветеранських організацій, автор та упорядник спогадів про Дружини українських націоналістів.
- 19 січня — Іщенко Дмитро Семенович, 80, український вчений-філолог, самогубство
- 19 січня — Косарев Олександр Борисович, 68, російський режисер кіно
- 19 січня — Тайхо Кокі (Іван Боришко), 72, японський спортсмен-сумоїст українського походження.
- 19 січня — Зеленчук Михайло Юрійович, 88, голова всеукраїнського братства ОУН-УПА, колишній політичний в'язень.
- 18 січня — Павловський Михайло Петрович, 82, український хірург і вчений
- 17 січня — Мехмет Алі Біранд, 71, турецький політичний журналіст та оглядач
- 17 січня — Ядвіга Качинська, 86, польська філолог, мати Ярослава і Леха Качинських.
- 17 січня — Джеймс Худ, 70, американський борець з расовою сегрегацією афроамериканців
- 16 січня — Петухов Михайло Серафимович, 79, український яхтсмен
- 16 січня — Усоян Аслан Рашидович, 75, російський злодій у законі, застрелений снайпером
- 15 січня — Кособукін Юрій Артемович, 62, український художник-карикатурист
- 15 січня — Наґіса Ошіма, 80, японський кінорежисер, пневмонія
- 14 січня — Конрад Бейн, 90, канадо-американський актор, природна смерть
- 13 січня — Горинь Михайло Миколайович, 82, український правозахисник, дисидент і політв'язень радянських часів, Народний депутат України 1-го скликання.
- 12 січня — Скочок Павло Іванович, 77, український журналіст, учасник українського правозахисного руху, жертва радянської каральної психіатрії
- 12 січня — Шмідт Юрій Маркович, 75, російський адвокат і правозахисник
- 11 січня — Бабійчук Ростислав Володимирович, 101, український радянський діяч, міністр культури УРСР у 1956—1971.
- 11 січня — Аарон Шварц, 26, американський програміст, публіцист, громадський діяч у сфері Інтернету, самогубство
- 10 січня — Клод Нобс, 76, засновник Джазового фестивалю в Монтре
- 10 січня — Федорук Павло Іванович, 40, український науковець-кібернетик
- 9 січня — Коломєєць Сергій Володимирович, 42, український журналіст
- 9 січня — Бессараб Валерій Олександрович, 69, український актор, Народний артист України
- 9 січня — Джеймс М. Б'юкенен, 93, американський економіст, Нобелівський лауреат
- 8 січня — Мануель Мота, 46, іспанський дизайнер весільних суконь
- 7 січня — Голомб Лідія Григорівна, 75, український філолог, літературознавець
- 7 січня — Тетяна Саєнко, 61, український дипломат, Надзвичайний і Повноважний Посол України в Республіці Куба
- 7 січня — Девід Р. Елліс, 60, американський кінорежисер та каскадер.
- 5 січня — Віктор Кімакович, 55, український медик і науковець, ендоскопіст
- 4 січня — Варганова Ангеліна Анатоліївна, 41, російська актриса театру і кіно
- 4 січня — Дерек Ківан, 77, англійський футболіст, нападник
- 3 січня — Баррі Стендер, 25, південноафриканський маунтбайкер, загинув у ДТП
- 3 січня — Серджіу Ніколаєску, 82, румунський кінорежисер, актор та політик.
- 2 січня — Тофан Віктор Васильович, 73, Заслужений тренер України з велоспорту
- 2 січня — Рудольф Санвальд, 81, австрійський футболіст, воротар
- 1 січня — Патті Пейдж, 85, американська співачка, серцева недостатність.[1]